# Jenny Hjohlman

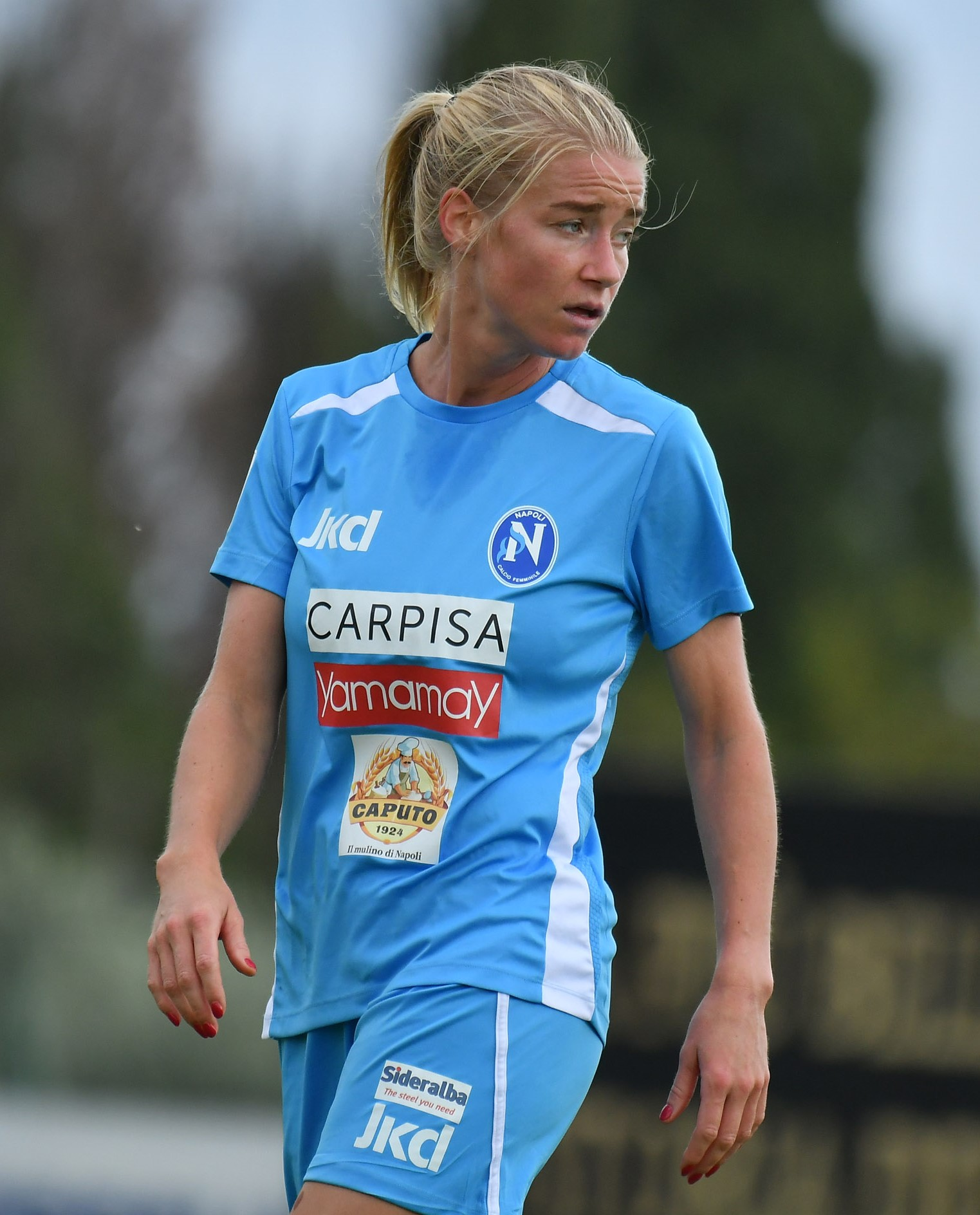
Jenny Hjohlman (2020)

Jenny Josefina Hjohlman (* 13. Februar 1990 in Viksjöfors) ist eine schwedische Fußballspielerin. Die Stürmerin debütierte 2013 in der schwedischen Nationalmannschaft, mit der sie im selben Jahr an der Europameisterschaftsendrunde in ihrem Heimatland teilnahm.

## Werdegang
Hjohlman erlernte das Fußballspielen bei Viksjöfors IF, 2004 wechselte sie zu Edsbyns IF. 2007 schloss sie sich Sundsvalls DFF an, wo sie in der zweithöchsten Spielklasse im Erwachsenenbereich debütierte. Parallel durchlief sie die diversen Jugendnationalmannschaften des Svenska Fotbollförbundet, dabei wurde sie bei der U-19-Europameisterschaft 2009 an der Seite von Spielerinnen wie Antonia Göransson, Olivia Schough, Sofia Jakobsson und Emilia Appelqvist Vizeeuropameisterin. Bei der 0:2-Finalniederlage gegen England wurde sie zur Halbzeit für Jennifer Egelryd eingewechselt.
2012 wechselte Hjohlman, die bis dato in ihren fünf Jahren 39 Tore in der zweithöchsten Spielklasse erzielt hatte, in die Damallsvenskan zu Umeå IK. Dort etablierte sie sich unter Trainer Joakim Blomqvist direkt als Stammspielerin und stand in der Spielzeit 2012 in allen 22 Saisonspielen in der Startformation. Anfang Juni 2013 verlängerte der Klub ihren Vertrag vorzeitig bis Ende 2015. Ende Juni nominierte sie Nationaltrainerin Pia Sundhage, die sie bereits Anfang des Monats im Training für ein Länderspiel gegen Norwegen getestet hatte, für die Europameisterschaftsendrunde und lobte im Rahmen der Vorstellung des Kaders ihren Torriecher. Beim 4:1-Erfolg über England im letzten Vorbereitungsspiel am 4. Juli debütierte sie als Einwechselspielerin für die zweifache Torschützin Lotta Schelin eine Viertelstunde vor Abpfiff in der Nationalelf. Bei der Endrunde kam sie aber nur beim Spiel gegen Finnland (5:0) zu einem Kurzeinsatz. Im Mai 2015 wurde für die WM 2015 nominiert. Bei der WM wurde sie erstmals in der 80. Minute des Achtelfinales gegen Deutschland unmittelbar nach dem 0:3 für eine Abwehrspielerin eingewechselt. Schweden konnte dann zwar noch durch Linda Sembrant auf 1:3 verkürzen, verlor dann aber mit 1:4, wodurch die WM für Schweden vorzeitig beendet war.